# Koos Maasdijk
Koos Maasdijk, född den 19 september 1968 i Rotterdam i Nederländerna, är en nederländsk roddare.
Han tog OS-guld i åtta med styrman i samband med de olympiska roddtävlingarna 1996 i Atlanta.